# 追捕 (电影)
《追捕》（直译：「你要涉过愤怒的河」）是一部日本电影，1976年松竹映画出品，导演佐藤純彌，编剧田坂启，作曲青山八郎。 
电影根据小说《涉过愤怒的河》改编。该书出版于1974年，作者西村寿行。2005年德間書店再版。
《追捕》成为文革结束后首部在中国大陆热映的外国电影，使得高仓健和其饰演的“杜丘”成为中国一代人的偶像。香港导演吴宇森於2015年翻拍本片，定於2017年上映。

## 故事
日本东京检察厅的检察官杜丘冬人被横路敬二、横路加代夫妇分别化名寺田俊明、水泽惠子诬陷盗窃、抢劫、强奸罪。杜丘发现被人陷害，于是潜逃。警视厅警部矢村负责追捕杜丘。杜丘到了横路加代位于石川县的家，发现她刚刚被两个杀手干掉，同时发现她和横路敬二是夫妇。杜丘赶到横路敬二的家乡北海道日高，在那里警察埋伏在横路家，杜丘逃入深山。矢村也发现了横路夫妇的关系，对他们诬陷杜丘的动机产生怀疑，也到了北海道。杜丘认为诬陷他一定是和他之前在调查的朝仓议员自杀的事件有关。朝仓议员自杀时和長岡了介议员在一家高层酒店说话，突然破窗跳下身亡。杜丘在山里从熊口救出了在当地大牧场主遠波善紀的女儿遠波真由美。在真由美的帮助下，躲开了警察的追捕，其间还救治了被熊抓伤的矢村。
杜丘驾驶遠波的塞斯納 172型飛機越過津轻海峡回到本州，潜回东京。矢村发现横路敬二从前为东南药厂饲养豚鼠，东南药厂还给朝仓议员捐款，矢村为此探访了东南药厂的专务酒井，但一无所获。杜丘历经波折，在山梨县遭遇一个护林员，暴露行踪，还病倒了，幸而被一个妓女大月京子搭救。在新宿街头，杜丘再次被追捕，关键时候押运马匹到东京的真由美在闹市街头放出马群，救走了杜丘。矢村找到了他们，并告诉他们横路敬二发疯住进了东京一家精神病院绿秋医院，发疯的地点是長岡了介开的大东建筑公司的宿舍。于是杜丘也装疯化名津山康夫住进那家医院调查真相。医生堂塔正康识破这个人是杜丘，但将计就计控制了杜丘。堂塔给杜丘看了吃中枢神经阻断药AX变成傻子的横路敬二。杜丘被强行多次灌入AX，但每次都被杜丘努力偷偷吐掉。杜丘把一份藏匿的AX给真由美，真由美把它转交矢村化验。原来AX是以長岡了介为后台的堂塔和东南药厂制造了用于控制人思想的药。朝仓议员发现堂塔用人体实验AX造成多人死亡后敲诈东南药厂，長岡了介就用此药控制朝仓自杀。堂塔以为杜丘已经被药破坏了思维能力，便令其写下遗嘱自杀。杜丘在医院大楼屋顶恢复清醒的样子，堂塔方发现事情败露。关键时刻矢村赶到，堂塔自杀。最后，在矢村的逮捕行动中，酒井自杀，長岡也被矢村以正当防卫的理由杀死。

## 演员
- 高倉健 饰演  杜丘冬人（中国大陆配音：毕克）
- 中野良子 饰演  遠波真由美（中国大陆配音：丁建华）
- 原田芳雄 饰演  矢村警部（中国大陆配音：杨成纯）
- 池部良 饰演  伊藤检察长（中国大陆配音：于鼎）
- 大滝秀治 饰演  遠波善紀（中国大陆配音：富润生）
- 倍賞美津子　饰演 大月京子
- 内藤武敏　饰演 酒井義广（中国大陆配音：胡庆汉）
- 岡田英次　饰演 堂塔正康（中国大陆配音：邱岳峰）
- 西村晃　饰演 長岡了介
- 田中邦衛　饰演 横路敬二

其他配音演员：翁振新、潘我源、戴学庐、周瀚、刘广宁等

## 配音工作人員
中国大陆普通话版
- 译制导演：胡庆汉、乔榛
- 翻译：赵津华
- 录音：金文江
- 剪接：陆敏
- 上海电影译制厂1978年10月译制

## 在中国上映
1978年10月《中日和平友好条约》签订之际，1978年10月26日在中国的7个大城市举办了第一届“日本电影周”，公开放映了《追捕》、《望乡》、《狐狸的故事》三部作品。掀起了一股风潮，杜丘穿着的立领风衣开始风靡。
中国大陸版由上海电影译制厂译制。中文名《追捕》，译制导演乔榛，配音演员包括毕克、丁建华、杨成纯、邱岳峰、尚华等。该译制片获1979年中华人民共和国文化部优秀译制片奖。
中国相声演员杨振华、金炳昶于1980年创作相声《下棋》，引用大量《追捕》里的台词和音乐内容展现下象棋的场景。